# Fore Father
Fore Father (с англ. — «Главный отец») — двадцать первая (заключительная) серия второго сезона мультсериала «Гриффины». Премьерный показ состоялся 1 августа 2000 года на канале FOX. В России премьерный показ состоялся 26 июля 2002 года на канале Рен-ТВ.

## Сюжет
Лоис просит свою семью помочь ей с генеральной уборкой дома. Питер пытается сделать это с помощью садового шланга, что приводит к грандиозным разрушениям в доме. Обозлённая Лоис предлагает мужу «свалить куда-нибудь» («to go somewhere else»). Питер решает отправиться в поход вместе с Джо и Кливлендом. Разбив лагерь, Питер оставляет Криса на охране продовольствия, а сам с друзьями отправляется на рыбалку. Вернувшись, Питер, Джо и Кливленд обнаруживают, что весь провиант пропал. Крис обвиняет в этом енотов и очень сожалеет о загубленной поездке. Питер признаётся, что был плохим отцом Крису, и предлагает кому-либо из своих друзей стать ему отцом. Все отказываются, а согласившийся на это карибу немедленно застрелен. В итоге «новым отцом» Криса становится Куагмир.
Тем временем Стьюи использует книги Брайана для создания различных объектов из папье-маше. Брайан в бешенстве, но Стьюи прячется за Лоис, и та спасает его от «разъярённого пса». Брайан клянётся отомстить. В утешение Лоис приносит собаке несколько книг.
Месть Брайана заключается в том, что он заставляют Стьюи поверить в то, что прививка, которую ему недавно сделали — это «в некотором роде контроль разума с непредсказуемыми последствиями» («some kind of mind control after he begins to have an unforeseen reaction»). Стьюи начинает подозревать Лоис в том, что та хочет, чтобы он заболел.
На вопрос Мег, почему капризничает младший братик, Лоис отвечает, что у Стьюи галлюцинации от лихорадки, какие были у самой Мег, когда она однажды «скушала взрослые брауни» («ate adult brownies»).
Эпизод заканчивается неумелой игрой в гольф Кливленда-младшего, Питера и Криса.

## Создание
Автор сценария: Бобби Боуман.
Режиссёр: Скотт Вуд.
Приглашённые знаменитости: отсутствуют.